# India op de Olympische Winterspelen 2014
India was een van de landen die deelnam aan de Olympische Winterspelen 2014 in Sotsji, Rusland. Wegens een schorsing door het IOC deden aan het begin van de Spelen Indische sporters mee als "onafhankelijke olympische atleten", onder de olympische vlag. Enkele dagen na de opening werd de schorsing opgeheven.
Sinds december 2012 was het nationaal olympisch comité van India door het IOC geschorst, waardoor het land geen sporters kon afvaardigen naar de Olympische Spelen. Om de sporters niet de dupe te laten zijn, besloot het IOC dat deze sporters als onafhankelijk olympisch deelnemer op individuele basis mochten deelnemen. De schorsing werd tijdens de Spelen opgeheven en symbolisch werd de Indiase vlag in het olympisch dorp gehesen.
Van de drie mannelijke deelnemers nam rodelaar Shiva Keshavan voor de vijfde keer deel. Hij was er ook bij in 1998, 2002, 2006 en 2010.

## Deelnemers en resultaten
(m) = mannen, (v) = vrouwen 

### Alpineskiën
| Olympiër        | Onderdeel        | Resultaat | Prestatie                                                          |
| --------------- | ---------------- | --------- | ------------------------------------------------------------------ |
| Himanshu Thakur | reuzenslalom (m) | 72e       | Totaal: 3.37,55 (+52,26) run 1: 1.47,86 (79e) run 2: 1.49,69 (72e) |

### Langlaufen
| Olympiër     | Onderdeel          | Resultaat | Prestatie          |
| ------------ | ------------------ | --------- | ------------------ |
| Nadeem Iqbal | 15 km klassiek (m) | 85e       | 55.12,5 (+16.42,8) |

### Rodelen
| Olympiër (deelame) | Onderdeel | Resultaat | Prestatie                                                                                        |
| ------------------ | --------- | --------- | ------------------------------------------------------------------------------------------------ |
| Shiva Keshavan (5) | enkel (m) | 37e       | Totaal: 3.37,149 run 1: 53,905 (35e) run 2: 55,203 (38e) run 3: 54,706 (37e) run 4: 53,335 (34e) |

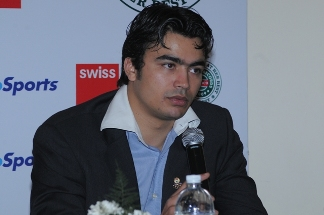
Shiva Keshavan

N.B. Keshavan kwam in actie op de eerste dagen van de Spelen en daardoor als "onafhankelijk olympisch atleet".